# Hadena
Hadena je rod moljaca iz porodice Noctuidae koju je formulisao Franc fon Paula Šrank 1802. Oko petnaest vrsta je poreklom iz Severne Amerike, dok je preko stotinu rasprostranjeno u Palearktičkom carstvu.

## Vrste
- Hadena aberrans (Eversmann, 1856)
- Hadena adriana (Schawerda, 1921)
- Hadena afghana (Brandt, 1947)
- Hadena alba (Vallantin, 1893)
- Hadena albertii Hacker, 1996
- Hadena albimacula (Borkhausen, 1792) – white spot
- Hadena amabilis (Barnes & McDunnough, 1918)
- Hadena archaica Hacker, 1996
- Hadena atlantica (Hampson, 1905)
- Hadena aureomixta (Draudt, 1934)
- Hadena avempacei (Tams, 1925)
- Hadena azorica Meyer & Fibiger, 2002
- Hadena bactriana Hacker, 1996
- Hadena badakhshana Hacker, 1996
- Hadena bicruris (Hufnagel, 1766) – lychnis
- Hadena caelestis Troubridge & Crabo, 2002[2]
- Hadena caesia (Denis & Schiffermüller, 1775)
- Hadena cailinita (Draudt, 1934)
- Hadena canescens (Brandt, 1947)
- Hadena cappadocia Hacker, 1987
- Hadena capsincola (Denis & Schiffermüller, 1775)
- Hadena capsularis (Guenée, 1852)
- Hadena cavalla Pinker, 1980
- Hadena christophi (Möschler, 1862)
- Hadena chrysocyanea Boursin, 1961
- Hadena chrysographa Hacker, 1996
- Hadena cimelia (Brandt, 1938)
- Hadena circumvadis (Smith, 1902)
- Hadena clara (Staudinger, 1901)
- Hadena compta (Denis & Schiffermüller, 1775)
- Hadena confucii (Draudt, 1950)
- Hadena confusa (Hufnagel, 1766)
- Hadena consparcatoides (Schawerda, 1928)
- Hadena corrupta (Herz, 1898)
- Hadena danilewskyi Hacker, 1996
- Hadena defreinai Hacker, Kuhna & Gross, 1986
- Hadena dianthoecioides (Boursin, 1940)
- Hadena difficilis Hacker, 1996
- Hadena draudti (Brandt, 1938)
- Hadena drenowskii (Rebel, 1930)
- Hadena dsungarica Hacker, 1996
- Hadena duercki (Draudt, 1934)
- Hadena ectrapela (Smith, 1898) (syn. H. jola (Barnes & Benjamin, 1924))[2]
- Hadena ectypa (Morrison, 1875)
- Hadena elbursica Hacker, 1996
- Hadena esopis (Druce, 1889)
- Hadena esperi Hacker, 1992
- Hadena eximia (Staudinger, 1895)
- Hadena femina Hacker, 1996
- Hadena fibigeri Hacker, 1996
- Hadena filograna (Esper, 1788)
- Hadena finitima Hacker, 1996
- Hadena gabrieli Troubridge & Crabo, 2002[2]
- Hadena gandhara Hacker, 1996
- Hadena germaniciae Boursin, 1959
- Hadena glaciata (Grote, 1882)
- Hadena gueneei (Staudinger, 1901)
- Hadena gyulaii Hacker, 1996
- Hadena heringi (Draudt, 1934)
- Hadena hissarica Hacker, 1996
- Hadena hreblayi Hacker, 1996
- Hadena humilis (Christoph, 1893)
- Hadena hyrcanoides Hacker, 1996
- Hadena ignicola (Warren, 1909)
- Hadena inexpectata Varga, 1979
- Hadena intensa Boursin, 1962
- Hadena irregularis (Hufnagel, 1766)
- Hadena karagaia (Bang-Haas, 1912)
- Hadena karsholti Hacker, 1996
- Hadena klapperichi Boursin, 1960
- Hadena kurajica Hacker, 1996
- Hadena labecula Zetterstedt, [1839]
- Hadena lafontainei Troubridge & Crabo, 2002[2]
- Hadena lucida (Brandt, 1938)
- Hadena luteocincta (Rambur, 1834)
- Hadena lypra (Püngeler, 1904)
- Hadena maccabei Troubridge & Crabo, 2002[2]
- Hadena macilenta (Brandt, 1947)
- Hadena magnifica Hacker, 1996
- Hadena magnolii (Boisduval, 1829)
- Hadena melanochroa (Staudinger, [1892])
- Hadena mesolampra (Brandt, 1938)
- Hadena minorata (Smith, 1888)
- Hadena miserabilis (Alphéraky, 1892)
- Hadena montana (Brandt, 1941)
- Hadena musculina (Staudinger, [1892])
- Hadena naumanni Hacker, 1996
- Hadena nebulosa Hacker, 1996
- Hadena neglecta Hacker, 1992
- Hadena nekrasovi Hacker, 1996
- Hadena nevadae (Draudt, 1933)
- Hadena nigricata Pinker, 1969
- Hadena niveifera (Hampson, 1906)
- Hadena nobilis Hacker, 1996
- Hadena nuratina Hacker & Klyuchko, 1996
- Hadena orihuela Hacker, 1996
- Hadena paropamisos Hacker, 1992
- Hadena paulula Troubridge & Crabo, 2002[2]
- Hadena perornata (Draudt, 1950)
- Hadena perpetua Hacker, 1996
- Hadena perplexa (Denis & Schiffermüller, 1775)
- Hadena persimilis Hacker, 1996
- Hadena persparcata (Draudt, 1950)
- Hadena pfeifferi (Draudt, 1934)
- Hadena plumasata (Buckett & Bauer, 1967)
- Hadena praetermissa Hacker, 1996
- Hadena pseudoclara Hacker, 1996
- Hadena pseudodealbata Hacker, 1988
- Hadena pseudohyrcana de Freina & Hacker, 1985
- Hadena pumicosa Hacker, 1996
- Hadena pumila (Staudinger, 1878)
- Hadena purpurea Hacker, 1996
- Hadena pygmaea Boursin, 1962
- Hadena quotuma Hacker & Gyulai, 1998
- Hadena rjabovi (Idrisov, 1961)
- Hadena rolleti Lajonquière, 1969
- Hadena ronkayorum Hacker, 1996
- Hadena ruetimeyeri Boursin, 1951
- Hadena salmonea (Draudt, 1934)
- Hadena sancta (Staudinger, 1859)
- Hadena schwingenschussi (Draudt, 1934)
- Hadena scythia Klyuchko & Hacker, 1996
- Hadena secreta Hacker, 1996
- Hadena silenes (Hübner, [1822])
- Hadena silenides (Staudinger, 1895)
- Hadena siskiyou Troubridge & Crabo, 2002[2]
- Hadena sogdiana Hacker, 1996
- Hadena splendida (Draudt, 1950)
- Hadena staudingeri (Draudt, 1934)
- Hadena strouhali Boursin, 1955
- Hadena subhyrcana Hacker, 1996
- Hadena syriaca (Osthelder, 1933)
- Hadena tephrochrysea (Draudt, 1934)
- Hadena tephroleuca (Boisduval, 1833)
- Hadena thecaphaga (Draudt, 1937)
- Hadena thomasi Hacker, 1996
- Hadena tristis (Draudt, 1934)
- Hadena variolata (Smith, 1888)
- Hadena vartianica Hacker, 1996
- Hadena vulcanica (Turati, 1908)
- Hadena vulpecula (Brandt, 1938)
- Hadena wehrlii (Draudt, 1934)
- Hadena weigerti Hacker, 1996
- Hadena wiltshirei (Brandt, 1947)
- Hadena wolfi Hacker, 1992
- Hadena zaprjagaevi Hacker & Nekrasov, 1996

### Galerija
- Hadena albimacula
- Hadena bicruris
- Hadena caesia
- Hadena compta
- Hadena confusa
- Hadena filograna
- Hadena irregularis
- Hadena magnolii
- Hadena perplexa

## Spoljašnje veze
- Savela, Markku. „Hadena Schrank, 1802”. Lepidoptera and Some Other Life Forms. Приступљено 15. 1. 2019.
- Pitkin, Brian; Jenkins, Paul (5. 11. 2004). „Hadena Schrank, 1802”. Butterflies and Moths of the World. Natural History Museum, London. doi:10.5519/s93616qw. Приступљено 16. 1. 2019.